# Вук (филм из 1994)
Вук (енгл. Wolf) је амерички хорор из 1994. године са Мишел Фајфер и Џеком Николсоном у главним улогама. Енио Мориконе је био номинован за Греми за најбољу композицију за филм.

## Радња
Возећи кроз олујну ноћ, Вил Рендал налеће на вука који истрчава из шуме поред пута. Kад изађе из кола да види шта се догодило, вук га уједе, а потом нестаје у шуми. Од тог тренутка Вилов живот мало по мало се мења на начин који је тешко објаснити: он постаје живљи, чула му се изоштравају и постаје много динамичнији и склонији авантури, у свим аспектима живота. Наравно, Вилова новооткривена жудња за животом има своју цену: обе стране вучије природе га обузимају и он није у стању да контролише дивљи инстинкт, који се у њему буди.

## Улоге
| Глумац           | Улога                |
| ---------------- | -------------------- |
| Мишел Фајфер     | Лора                 |
| Џек Николсон     | Вил Рендал           |
| Џејмс Спејдер    | Стјуарт Свинтон      |
| Кејт Нелиган     | Шарлот Рендал        |
| Ричард Џенкинс   | детектив Карл Бриџер |
| Кристофер Пламер | Рејмонд Олден        |
| Дејвид Хајд Пирс | Рој Макалистер       |
| Алисон Џени      | гошћа на забави      |
| Дејвид Швимер    | полицајац            |
| Оз Перкинс       | полицајац            |
| Рон Рифкин       | доктор Ралф          |